# Sierra Alpujata
La sierra Alpujata es una pequeña formación montañosa del cordón montañoso Litoral, perteneciente a la Serranía de Ronda, con una altura máxima de 1.074 m s. n. m., situada entre la sierra Blanca y la sierra de Mijas, en la provincia de Málaga, Andalucía, España.
Separa el valle del Guadalhorce de la Costa del Sol y los municipios de Monda y Coín, al norte, de Mijas y Ojén, al sur. Tiene su punto más alto en la cima del cerro Castillejos (1.074 m). La zona oeste de esta sierra se denomina como Sierra Parda y la zona este se denomina como Sierra Negra. 
Por su constitución mineral es una sierra muy despoblada de vegetación, a pesar de varios intentos de repoblación con pinos y eucaliptos. La vegetación predominante está formada por enebros y monte bajo. 
El 31 de agosto de 2012 fue víctima de un gran incendio en el cual se quemó alrededor de 85.000 kilómetros cuadrados además de fallecer dos personas. 

## Peridotitas
Se trata del segundo macizo ultramáfico en importancia del conjunto petrográfico de las peridotitas de Ronda, tras Sierra Bermeja. 

## Minería
Se explotó la sierra para sacar varios minerales, como el hierro, el níquel, el plomo, el talco y la dunita; pero el mineral estrella de la sierra era la magnetita. útil para la fabricación de materiales de construcción y altos hornos. 